# 샛별-4형

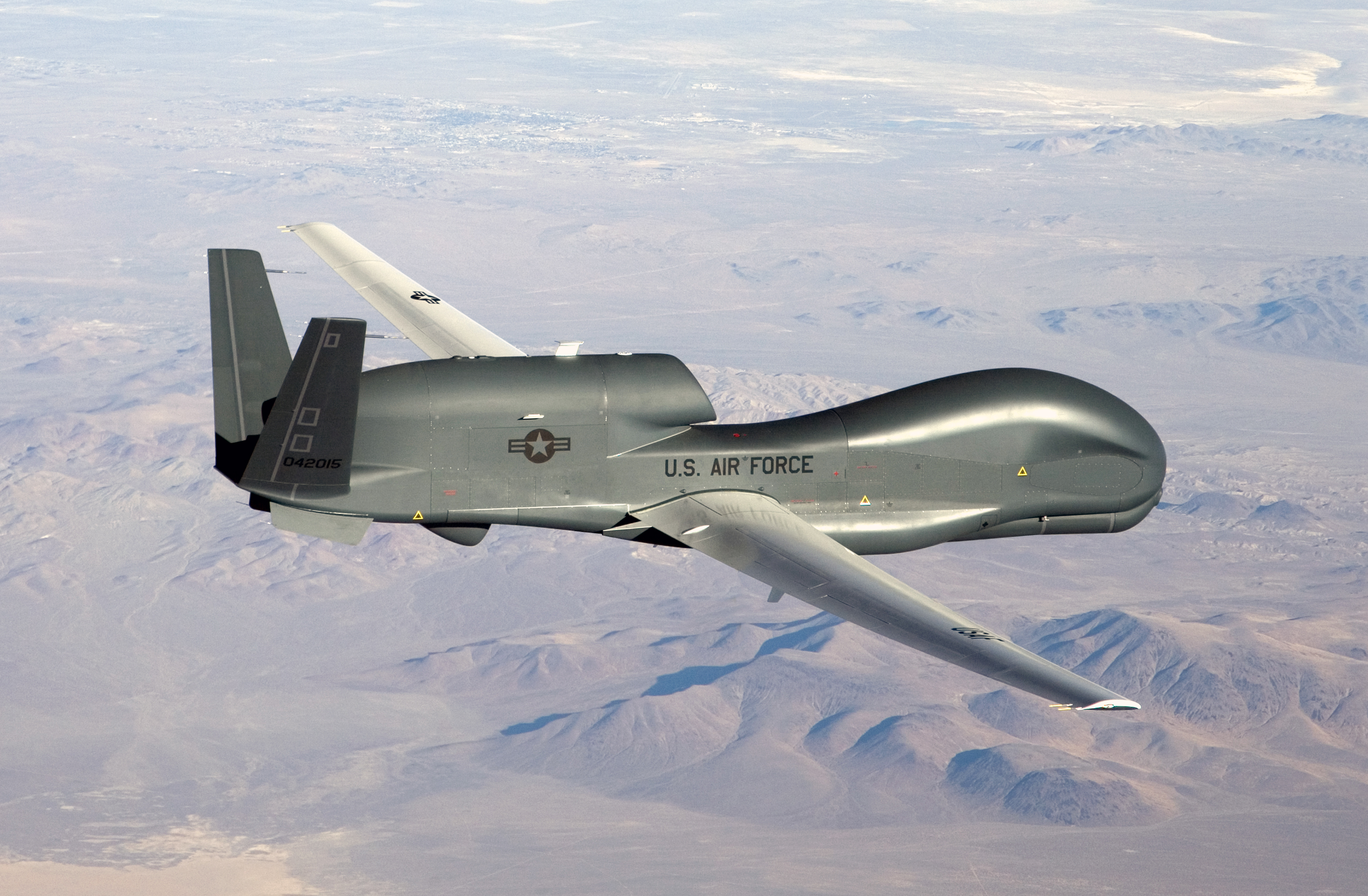
미국의 RQ-4 글로벌 호크

샛별-4형은 북한의 무인기다. 미국의 RQ-4 글로벌 호크를 베꼈다.

## 역사
2023년 7월 27일, 북한의 열병식에서 김일성 광장 상공을 비행했다. 광장을 바라보고 김정은 위원장 오른쪽엔 세르게이 쇼이구 러시아 국방부 장관이, 왼쪽에 리훙중 중국 전국인민대표대회 상무위원회 부위원장(국회부의장 격)이 자리했다. 무인기에 사용된 최첨단 부품과 관련해서, 중국과 러시아가 적극적으로 도왔다는 점을 추정해 볼 수 있다.

## 엔진
글로벌 호크는 애프터버너가 없는 추력 7,600 파운드 (34 kN)의 롤스로이스 F137-RR-100 터보팬 엔진 1개를 장착한다. 북한이 7천 파운드 추력의 제트 엔진을 개발했다는 보도는 없다. 따라서, 엔진도 중국이나 러시아에서 수입했을 것으로 추정된다.
중국은 20여년 동안 전투기 엔진 개발에 매달려 왔다. 자체 기술이 없다 보니 러시아 엔진을 뜯어보고 베끼는 식으로 개발을 해왔는데, 만족할만한 성능을 내지 못했다.
전투기 몸체를 만드는 기술이 1이라면, 엔진은 12배 더 난이도가 높다. 현재 러시아제 최신 엔진 수명이 약 2000시간, 유로파이터 1600시간, 미국은 6000~7000시간 정도 나온다.
한국은 한화에어로스페이스에서 6천 파운드 추력의 무인기용 제트 엔진을 개발중이다. 국내 개발이 진행 중인 항공기용 엔진은 크게 네 종류로, 그중 제트엔진이 아닌 프로펠러 엔진은 200마력급 피스톤 엔진과 1400마력급 터보프롭 엔진이 있고, 제트엔진의 경우 5500파운드급 터보팬 엔진과 1만 파운드급 터보팬 엔진이 있다. 여기에 추가해, 1만 5000파운드 추력 전투기급 국산 터보팬 엔진을 2037년까지 제작과 인증시험까지 완료할 계획이다. 15,000파운드 추력 엔진은 애프터버너 장착시 21,000 파운드 추력이 예상된다. KF-21에 제너럴 일렉트릭 F414-GE-400K 엔진 2개를 장착하는데, 애프터버너시 22,000 파운드 추력이다.

## SAR
북한의 기술력으로 고해상도 합성개구레이더(SAR) 관측장비를 개발했다는 보도는 없다. 그러나, 중국인이 외국에서 수입을 하는 방식으로 SAR를 획득했을 수는 있다. 글로벌 호크의 SAR는 해상도 30 cm로 알려져 있는데, 이정도 제품을 여러 국가의 기업에서 판매중이다.
북한이 아직 샘플 촬영 영상을 공개한 적은 없어서, 외양만 글로벌 호크를 베낀 것인지, SAR도 동급으로 획득했는지는 불분명하다.

## SAT
글로벌 호크는 순항거리가 22,800 km에 달하기 때문에, 위성통신장비(SAT) 탑재가 필수적이다. 무인기는 지상의 조종실에서 조종사가 조종하면, 이를 전파를 이용해 조종하는 무기체계인데, 지상의 통제소에서 무인기 까지 직접 교신하는 거리는 수백 km에 불과하다. 따라서 장거리 비행을 조종하기 위해서는 통신위성을 통해 조종해야 하며, 위성통신 송수신기(SAT) 탑재가 필수적이다.
북한이 중국이나 러시아로 부터 통신위성 사용허가를 받았는지, 그 통신위성과 교신이 되는 SAT는 어느 나라 제품을 수입했는지는, 알려진 바가 없다.

## 장거리 정찰 비행
북한은 순항거리 2만 km의 장거리 항공기를 보유한 적이 없었다. 이제 이런 장거리 정찰기를 보유하게 되어서, 한국 일본 미국의 해안을 따라 정찰비행을 하는 도발을 할 수 있게 되었다. 국제법상 영해는 12해리(22 km)이며, 정찰기는 해안의 22 km 거리에서 상대국을 정찰해도, 중대한 군사도발이기는 하지만, 국제법 위반은 아니다. 상대국에서는 전투기가 긴급발진을 하여 정찰을 못하게 하지만, 함부로 격추할 수는 없고, 강한 외교적 분쟁이 될 뿐이다.
앞으로 북한이 미사일 시험발사의 도발만이 아니라, 장거리 정찰기로 한미일의 해안을 따라 정찰하는 도발을 자주 하겠다는 의미로 해석할 수도 있다.

## 수출
수많은 나라들이 북한판 글로벌 호크를 수입하는 미래도 예측해 볼 수 있다. 미국은 글로벌 호크 판매를 매우 엄격하게 제한하고, 가격도 매우 비싸다.

## 대한민국
한국은 미국산 글로벌 호크를 직수입해서 사용중인데, 고장이 자주 난다는 보도가 있었다.
북한이 저렇게 국산 생산을 과시했기 때문에, 한국에서도 수입산이 아니라 국산 글로벌 호크를 제작할 가능성이 매우 높아졌다.